# National Secular Society

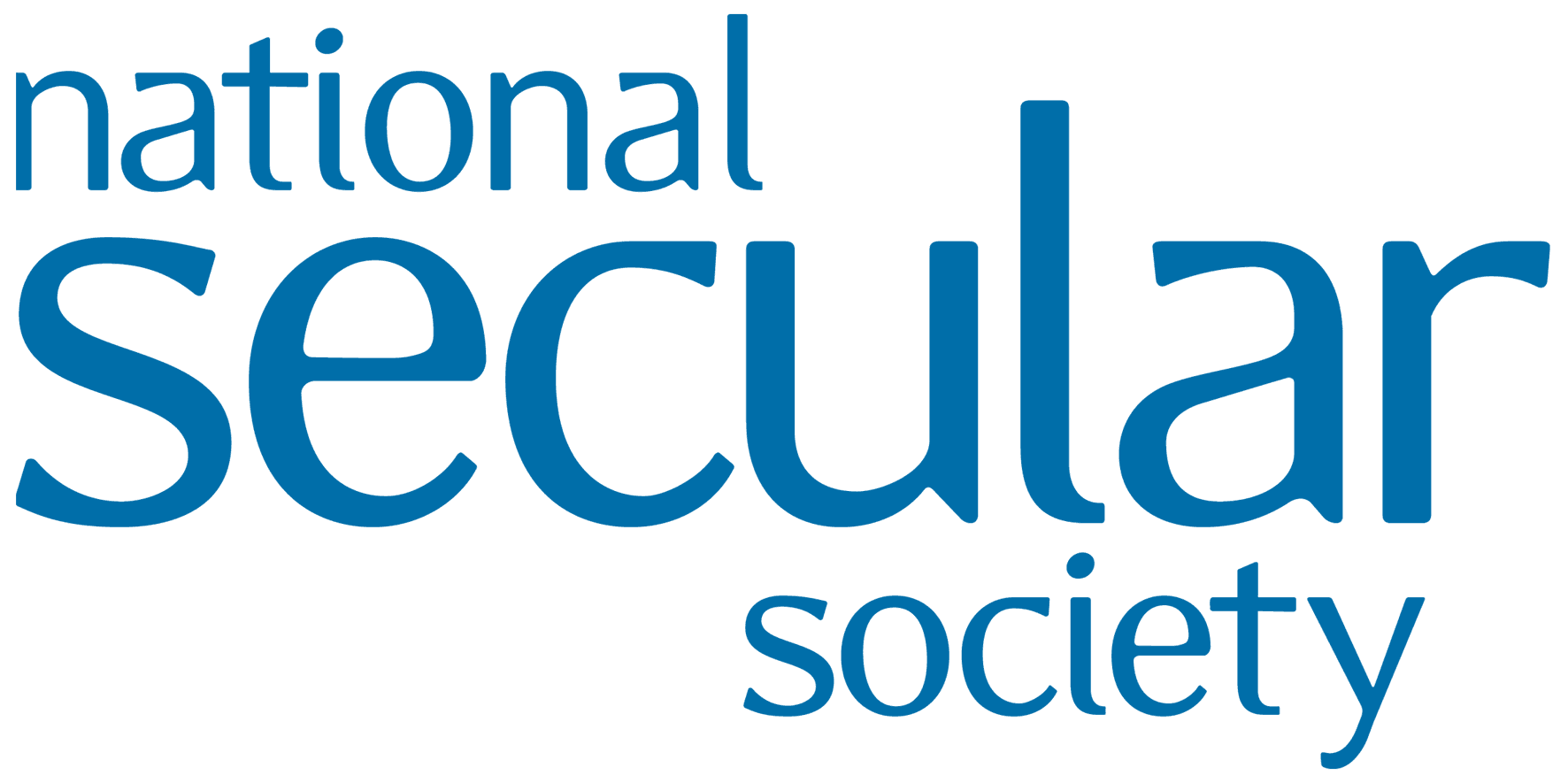
Logo der National Secular Society

Die National Secular Society (NSS) ist eine britische Gesellschaft zur Förderung der Säkularisierung bzw. Trennung von Religion und Staat. Sie ist Mitglied der Internationalen Humanistischen und Ethischen Union.

## Geschichte
Die NSS wurde 1866 von Charles Bradlaugh gegründet. Sie unterstützt die Amsterdam-Deklaration (2002).

## Präsident(inn)en
- Charles Bradlaugh (1866–1890) (A. Trevelyan: 1871–1872)
- GW Foote (1890–1915)
- Chapman Cohen (1915–1949)
- R.H. Rosetti (1949–1951)
- F.A. Ridley (1951–1963)
- David Tribe (1963–1971)
- Ethel Venton (1971–?)
- Barbara Smoker (1971?–1996)
- Daniel O’Hara (1996–1997)
- Denis Cobell (1997–2006)
- Terry Sanderson (2006–2017)
- Keith Porteous Wood (seit 2017)

## Secularist of the Year (Irwin Prize)
Die NSS vergibt jährlich den Preis „Secularist of the Year“ (Irwin Prize).
- Maryam Namazie (2005)
- Steve Jones (2006)
- Mina Ahadi (2007)
- Evan Harris, Lord Avebury (2008/2009)
- Southall Black Sisters (2010)
- Sophie in ’t Veld (2011)
- Peter Tatchell (2012)
- Plan UK, zu Ehren von Malala Yousafzai (2013)
- Şafak Pavey (2014)